# 벌레공주님 둘
벌레공주님 둘(虫姫さまふたり)은 케이브가 2006년에 발매한 탄막 슈팅 게임으로, 벌레공주님의 후속작이다. 2009년에 엑스박스 360으로 이식됐고, 2012년에는 iOS에 버그 프린세스 2라는 이름으로 발매됐다.